# アレクサンドリア図書館
アレクサンドリア図書館（アレクサンドリアとしょかん、古希: Βιβλιοθήκη τῆς Ἀλεξανδρείας - Bibliothḗkē tês Alexandreíās）は、プトレマイオス朝時代からローマ帝国時代にかけ、エジプトのアレクサンドリアに設置されていた図書館である。古典古代世界における最大かつ最も重要な図書館であり、ヘレニズム時代の学問において中心的な役割を果たした。図書館自体は、ムセイオンと呼ばれる文芸を司る9人の女神ムサ（ミューズ）に捧げられた、大きな研究機関の一部であった。

## 概要
アレクサンドリアに普遍的な図書館を置く着想はおそらくファレロンのデメトリオスの提案による。デメトリオスはアテナイ人の亡命政治家で、プトレマイオス1世時代にアレクサンドリアに暮らしていた。おそらく図書館の建設はプトレマイオス1世のもとで計画されたが、実際の建設は息子のプトレマイオス2世の治世に始められたと考えられている。プトレマイオス朝の王たちの強引かつ出費を惜しまない蒐集により、速やかに膨大な数のパピルス文書が収集された。それらがどのくらいの量なのか、いつ頃まで保管されていたのかはわかっていない。その規模の推計は4万巻から40万巻までの範囲におよび、50万巻もしくは70万巻という伝承もしばしば用いられる。
アレクサンドリアは古典古代において知識と学習の中心とみなされるようになったが、それにはこの大図書館の存在が一役買っている。前3世紀と前2世紀の間、多くの重要な影響力のある学者たちが、この図書館で研究した。そうした多数の学者の中にはホメロスの叙事詩の標準版となる校訂を行ったエフェソスのゼノドトス、世界初の図書目録とも考えられる『ピナケス』を書いたカリマコス、叙事詩『アルゴナウティカ』を書いたロドスのアポロニオス、地球の円周を数百キロメートル程度の誤差で計算したキュレネのエラトステネス、ギリシア語の発音記号体系を開発し、詩の文章を初めて行ごとに分割したビュザンティオンのアリストファネス、そして広範な注解と共にホメロスの叙事詩の決定的な版を作成したサモトラケのアリスタルコスなどがいる。プトレマイオス2世の治世中、この図書館の姉妹館がセラペウムに建設された。これはギリシアとエジプトの習合神セラピス（サラピス）の神殿である。
この図書館が焼かれて破壊されたという物語は広く知られているが、実際にはこの図書館は数世紀の間に徐々に衰退の道を辿った。プトレマイオス8世治世中の前145年の知識人たちの追放と共に衰退が始まった。この時の追放の結果、図書館長であったサモトラケのアリスタルコスは職を辞し、キプロス島へ亡命した。ディオニュシオス・トラクスとアテナイのアポロドロスを含む他の多くの学者たちは別の都市へ逃亡し、その地で講義と指導を続けた。この図書館（あるいはその蔵書の一部）は、ローマの内戦中の前48年にユリウス・カエサルが放った火によって意図せず焼失した。しかし、この時の図書館の正確な破壊の程度は不明であり、図書館自体は残存したかあるいはすぐに再建されたとみられる。地理学者ストラボンは前20年頃にアレクサンドリアのムセイオンを訪れたと述べているほか、この時代のディデュモス・カルケンテロスの驚異的な著作活動は、少なくとも彼がこの図書館の史料の一部を参照できたことを示している。
アレクサンドリア図書館は財政的支援の欠如によってローマ時代の間に縮小した。西暦260年までに図書館の会員として学者が雇用されることはなくなったと見られる。また、270年から275年の間にアレクサンドリア市では反乱が発生したため、仮にこの図書館が当時にまだ存在していたとしても、館内に残されていたものは残さず破壊されたものと思われるが、本館の破壊後もセラペウムの姉妹館にはまだ収蔵品が残っていたかもしれない。セラペウムは391年にコプト派キリスト教のアレクサンドリア司教アレクサンドリアのテオフィロスが発した布告のもと、略奪と破壊に晒された。しかし、この時には書籍は保管されていなかったと見られ、この図書館は主にカルキスのイアンブリコスの教えに従う新プラトン主義の哲学者たちの集会場として使用されていた。

## 歴史的背景
アレクサンドリア図書館はこの種の図書館の初めての例ではない。ギリシアと中東では図書館の長い伝統が存在していた。最初期の文書保管所は前3400年頃、シュメールの都市国家ウルクから記録に残されている。これは文字の発明から間もない時期である。文学作品の学術的収集は前2500年頃始まった。後の古代オリエントの王国や帝国は文書収集の長い伝統を持っていた。ヒッタイトとアッシリアには様々な言語で書かれた巨大な保管所があった。オリエントにおける最も有名な図書館はニネヴェにあったアッシュルバニパルの図書館であり、前7世紀にアッシリア王アッシュルバニパル（在位：前668年-前627年頃）によって設立された。新バビロニアの王ネブカドネザル2世（在位：前605年頃-前562年頃）治世中のバビロンにも巨大な図書館が存在した。ギリシアでは、アテナイの僭主ペイシストラトスが初めて公共図書館を前6世紀に設立したと言われている。ギリシアとオリエント双方の図書収集の伝統の混合から、アレクサンドリア図書館の着想は生まれた。
オリエントの統治者としてのアレクサンドロス3世の遺産を相続したマケドニア人の王たちはヘレニズム文化と学問を既知の世界全体に導入しようとしていた。歴史学者ロイ・マクラウドはこれを「文化帝国主義の計画」と呼んでいる。マケドニア人の統治者たちはしたがって、ギリシアとオリエントの遥か古代の王国から得た情報を収集し組み合わせることに関心を持っていた。図書館は都市の名声を高め、学者たちを惹きつけ、各王国の支配と統治の問題に実際的な補助を提供した。このような理由から、最終的にすべての主要なヘレニズム的都市の中心部には王立図書館が設置された。アレクサンドリア図書館はしかし、プトレマイオス朝の王たちの野心によって、前代未聞の規模となった。同時代や前代の統治者とは違い、プトレマイオス王家の人々はあらゆる知識の貯蔵庫を創ろうとした。

## プトレマイオス朝の庇護の下で

### 設立

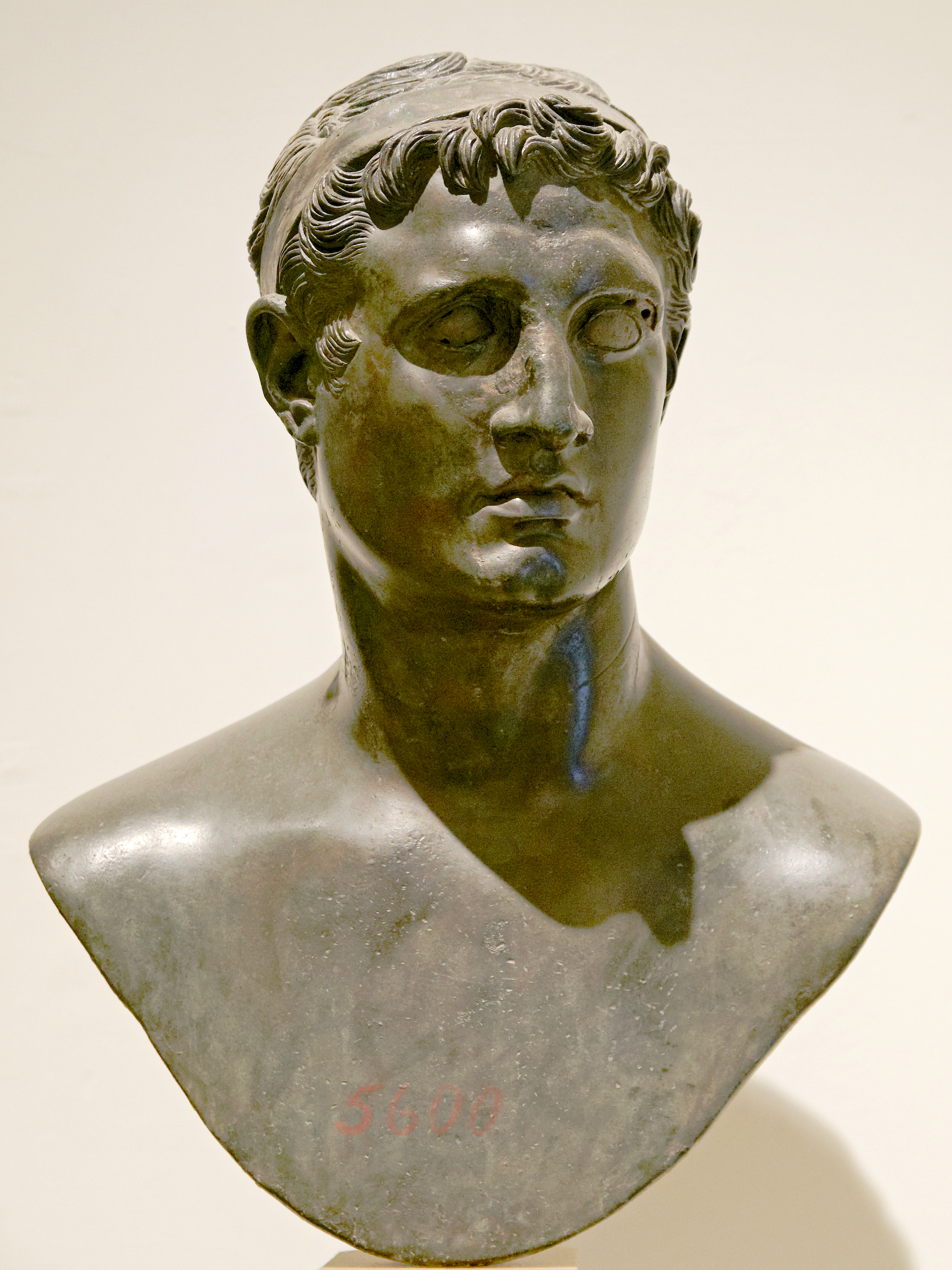
パピルス荘で発掘されたプトレマイオス2世の胸像。アレクサンドリア図書館の計画自体は父プトレマイオス1世によると考えられるが、プトレマイオス2世はアレクサンドリア図書館を実現したと考えられている。

アレクサンドリア図書館は古典古代世界の図書館の中で最大規模かつ最重要のものの1つであったが、その創建について伝わっていることは歴史と伝説の混合物であり、同時代史料は皆無である。
図書館自体の創建者は現存する史料からプトレマイオス1世である可能性と、プトレマイオス2世である可能性がある。アレクサンドリア図書館に言及する最も古い史料は旧約偽典の『アリステアスの手紙』で、これはエルサレムに派遣された使節アリステアスが兄弟に書き送った手紙という体裁を取るユダヤ護教論的文書である。この中でアリストテレスの弟子ファレロンのデメトリオスがプトレマイオス2世によって図書館のための文書蒐集を命じられたとされている。この伝承は後のユダヤ教の著作家によって踏襲されているが、明白に前2世紀以降に作られた偽造文書であり、ユダヤ教的潤色と同時代の事項に関する数多くの誤りが含まれていてその史料的価値は極めて低い。ファレロンのデメトリオスはアテナイからプトレマイオス1世の下に亡命していた人物であり、実際にはプトレマイオス2世の治世には追放の憂き目にあっている。一方で、プトレマイオス1世がアレクサンドリア図書館を建設したと明白に語る文書は後2世紀のリヨン司教イレナエウスの証言しかない。古代においてこの見解を採用する学者は極めて少なかった。
現代の学者たちの多くはプトレマイオス2世による創建という説を採用しているが、同時にプトレマイオス1世は図書館建設の下地を作った可能性があるともしている。アレクサンドリア図書館はおそらく、プトレマイオス2世の治世までは組織として物理的には存在しなかったであろう。その時までに、ファレロンのデメトリオスはプトレマイオス朝の宮廷からの恩寵を失っており、したがって彼は組織としてのアレクサンドリア図書館を設立するにあたっていかなる役割も持ってはいなかった。しかしながら、ステファン・V・トレーシーはデメトリオスが後にアレクサンドリア図書館の収集物となるであろう最初期の文書の、少なくとも一部を収集することに重要な役割を果たした可能性は高いと主張している。前295年頃、またはその前後の時代、デメトリオスはアリストテレスとテオフラストスの初期の著作を入手したかもしれない。彼は逍遙学派において権威ある人物であったため、これらの収集を独特の立ち位置で行うことができたであろう。
アレクサンドリア図書館はムセイオンの一部としてブルケイオン（王宮）に建てられた。その主な目的はエジプトの富を誇示することであり、学術研究はより優先度の低い目標であったが、研究成果はエジプトの統治に役立てられた。アレクサンドリア図書館の正確な設計はわかっていないが、古代の史料はアレクサンドリア図書館について、パピルスの巻物の蔵書、ギリシア式の列柱、ペリパトス（廊下）、共用食堂に使用される部屋、読書室、会議室、庭園、講堂などを備えると描写しており、これらは現代の大学キャンパスの原型となっている。ホールにはビブリオテカイ（bibliothekai、βιβλιοθῆκαι）として知られるパピルス文書の蔵書のための棚があった。ビブリオテカイの上には「魂を治癒せし場所」という文章が刻まれていたと一般的に描写されている。

### 初期の拡張と組織化

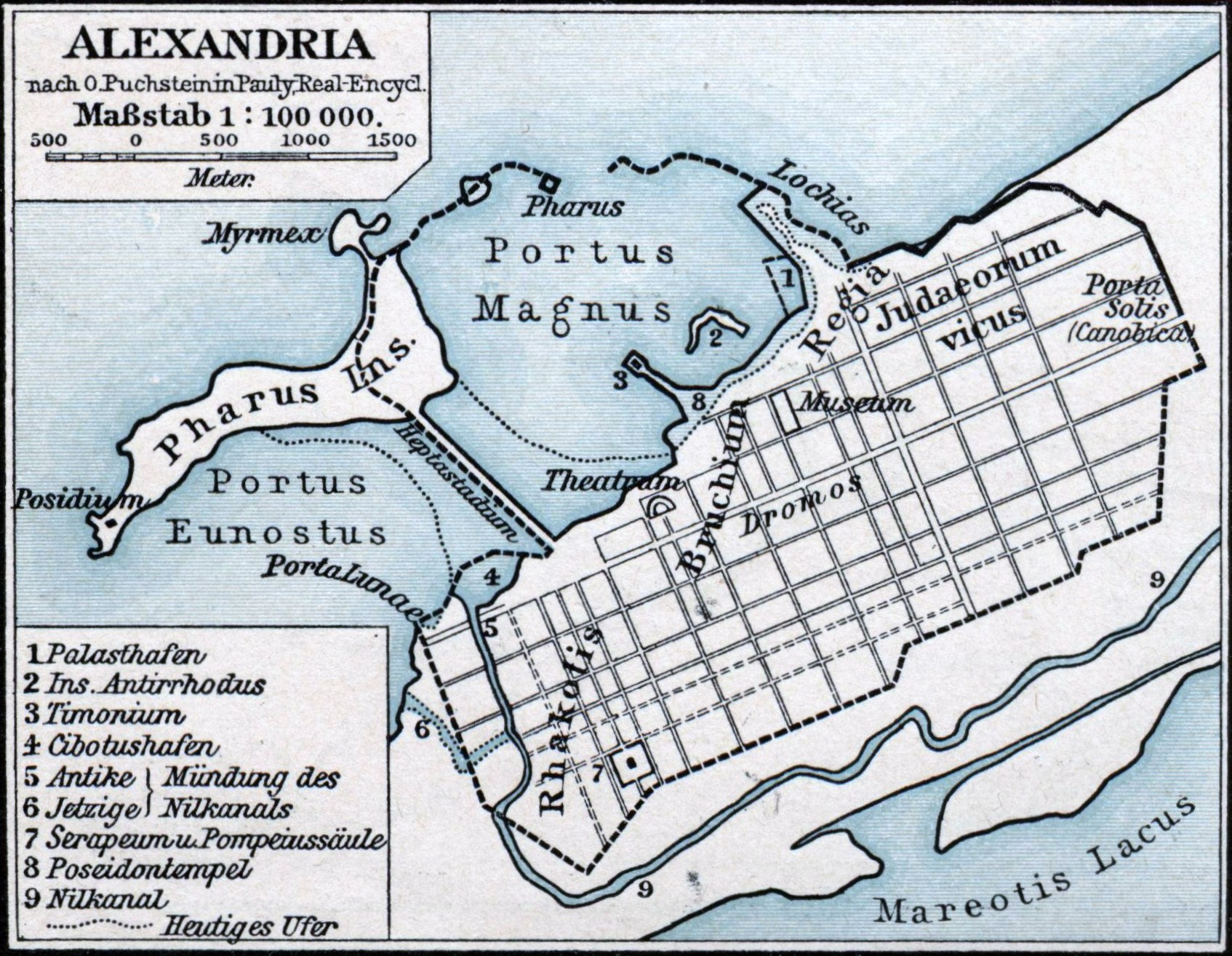
古代のアレクサンドリアの地図。ムセイオンは都市の中央部、大海岸（地図上では「Portus Magnus」）のそばの王宮ブルケイオン（この地図上では「Bruchium」と記されている）にある

プトレマイオス朝の統治者たちはあらゆる知識をアレクサンドリア図書館に収集しようとし、図書館の蔵書を拡大するために、強引かつ金の糸目をつけない書籍購入を行った。王たちは大金を持たせた使者を派遣し、あらゆる主題とあらゆる著者の可能な限り多くの文書を購入し収集することを命じた。古い写本は希少化しており、また著者の書いたオリジナルの形をより留めていると考えられたため、より古い写本が新しいものよりも好まれていた。この収集活動においてはロドスとアテナイの書籍の見本市への旅行も行われた。ギリシア人の医療作家ガレノスによれば、プトレマイオス3世の命令の下、アレクサンドリアに入港した船から発見された本は図書館に運び込まれ、公的な書記によって複写された。そしてオリジナルの文書は図書館に収容され、写本の方を返却した。ホメロスの叙事詩の写本の入手にはとりわけ力が入れられていた。ホメロスはギリシア語教育の基礎であり、他の作者による詩よりも上位に置かれていた。このためにアレクサンドリア図書館では、これらの詩の異なる写本を数多く入手し、それぞれの写本に出元を示すラベルを取り付けていた。
古くからの作品の収集に加え、図書館を内包したムセイオンは各国から来た数多くの学者、詩人、哲学者、研究者たちの拠点となった。前1世紀のギリシア人地理学者ストラボンによれば、彼らには多額の給金、無料の食事と宿泊設備、免税権が与えられていた。高いドーム天井のある円形のダイニングホールがあり、彼らは共同で食事を取った。また、数多くの教室があり、そこで学者たちは少なくとも偶には学生に教育を施すことが期待された。プトレマイオス2世は動物学に強い関心を持っていたと言われており、そのためムセイオンには外国から集めた獣のための動物園さえあった可能性もある。古典学者ライオネル・カッソンによれば、この着想は、もし学者たちが日常生活の全ての負担から完全に自由であれば、彼らは研究と知的探求により多くの時間を費やすことが可能であろうというものであった。ストラボンはこのムセイオンに住む学者たちをσύνοδος（synodos、「コミュニティ」）と呼んだ。早くも前283年には、彼らは30人から50人を数えたかもしれない。

### 初期の学術活動
アレクサンドリア図書館は特定の哲学学校と関係を持っておらず、そこで学ぶ学者たちには相当な学術的自由があったが、王の権威には臣従していた。プトレマイオス2世が姉妹のアルシノエ2世と結婚したことをからかう下品な風刺を書いたソタデスという名前の詩人について伝わる、おそらくは疑わしい物語がある。プトレマイオス2世はソタデスを投獄し、彼が逃亡した後には彼を鉛の瓶に閉じ込め、海に捨てたと言う。宗教的中心としてのムセイオンはエピスタテス（epistates）として知られるミューズの神官によって差配された。この神官は各地のエジプトの神殿を経営していた神官と同じように王によって任命されていた。アレクサンドリア図書館それ自体は図書館長を務める学者によって差配され、その人物は同様に王子の家庭教師も務めた。
記録に残る初代の図書館長はエフェソスのゼノドトス（前325年頃生-前270年頃死）である。ゼノドトスの主たる研究はホメロスの叙事詩と初期のギリシア抒情詩の校訂であった。彼についての情報の大部分は、特定の文節について彼が推奨する読み方に言及する後世の注釈から得られるものである。ゼノドトスは整理法としてアルファベット順を採用した最初の人物として知られ、アルファベット順に整理された奇語と非常用的な単語の語彙集を作成した。アレクサンドリア図書館の蔵書は非常に早い時期から著者の頭文字のアルファベット順に整理されていたとみられることから、カッソンはゼノドトスがこの整理法を作った人物である可能性が極めて高いと結論付けている。ただし、ゼノドトスのアルファベット順整理法は単語の最初の頭文字のみを使用していた。そして単語の2文字目以降も同様の手法を用いてアルファベット順に整理する方法を適用した人物は紀元後2世紀まで登場しない。
また、ゼノドトスと詩人カリマコスは『ピナケス』を編纂した。これは様々な著者の既知の作品を記載した120巻からなるという図書目録であった。『ピナケス』は現存しておらず、アテナイオス等による断片が伝わるに過ぎないが、それによって基本構造を再構築することが可能である。『ピナケス』は著者が特定のジャンルごとに複数の章（sections）に分類されていた。最も基本的な区分は詩と散文の著者の分類であり、各章はより小さな小節（subsections）に分類された。各章で著者がアルファベット順に記載されている。それぞれのエントリーには著者の名前、父親の名前、誕生地、その他の簡単な伝記的情報、しばしばその著者が一般に知られている綽名、それに続いて、その著者のものと知られている全ての著作の完全な一覧が記載されていた。多作な作家、例えばアイスキュロス、エウリピデス、ソフォクレス、そしてテオフラストスのような人々のためのエントリーは極端に長く、テキストの複数の列にまたがっていた。カリマコスはアレクサンドリアの図書館で彼の最も有名な作品を成したが、彼が図書館長になったことはない。カリマコスの弟子には伝記作家スミュルナのヘルミッポス、地理研究者キュレネのフィロステファノス、そしてアッティカの古典作品を研究したイストロス（おそらく彼はキュレネから来た）などがいる。この大図書館に加えて、数多くの小規模図書館もまたアレクサンドリアのあちこちに設立され始めた。

伝説によれば、シュラクサイの発明家アルキメデスは、アレクサンドリア図書館で学びながら、水を運ぶポンプ、アルキメデスのスクリューを発明した。

ゼノドトスが死去、または引退した後、プトレマイオス2世はカリマコスの生え抜きの学生であったロドスのアポロニオス（前295年頃生-前215年頃死）を2代目のアレクサンドリア図書館長に任命した。プトレマイオス2世はまた、ロドスのアポロニオスを自身の息子プトレマイオス3世の家庭教師に任じた。ロドスのアポロニオスはイアソンとアルゴ号の航海についての叙事詩『アルゴナウティカ』の著者として最もよく知られている。この作品は現代まで完全な形で残されている。『アルゴナウティカ』は歴史・文学に対するにアポロニオスの博識ぶりを示し、ホメロスの叙事詩の文体を模倣しつつ膨大な数の出来事とテキストに言及している。彼の学術的著作のいくつかの断片もまた残されているが、現在では一般的に彼は学者としてよりも、詩人としてより有名である。
伝説によれば、アポロニオスが館長を務めていた間に、数学者かつ発明家であるアルキメデス（前287年頃生-前212年頃死）がアレクサンドリア図書館を訪れた。アルキメデスはエジプト滞在中にナイル川の増水と減水を観察し、これがアルキメデスのスクリューの発明に繋がった。このスクリューは低い位置の水を灌漑用水路に輸送するのに使用することができた。アルキメデスは後にシュラクサイに帰り、新しい発明の開発を続けた。
2つの極めて信頼性の低い伝記によれば、アポロニオスは『アルゴナウティカ』の初稿がアレクサンドリアで敵対的な反響を得たために、図書館長からの辞任とロドス島（後にこの島の名前が彼の綽名となる）への移動を余儀なくされたという。実際には、アポロニオスの辞任は前246年のプトレマイオス3世の即位のためである可能性がより高い。

### 後期の学術活動と拡張

地球儀のアフリカ大陸の部分のイラスト。太陽光線がシエネとアレクサンドリアに当たる2本の光線として描かれている。エラトステネスは図に示されたアレクサンドリアにおける太陽光線と日時計（地面に垂直に建てられた棒）の角度を用いて地球の半径と円周を見積もった。

3代目の図書館長キュレネのエラトステネス（前280年頃生-前194年頃死）はその科学的研究によって今日最も良く知られているが、文献学者でもある。エラトステネスの最も重要な業績は『Geographika』である。これは元来3巻本であった。この作品自体は現存していないが、数多くの断片が後の地理学者ストラボンの著作中での引用を通じて保存されている。エラトステネスは地理学と地図作成に数学を適用した最初の学者であり、彼の著作『地球の測定について』の中で地球の円周を数百キロメートル以下の誤差で計算した。エラトステネスはまた、既知の世界全体の地図を作成した。この地図にはアレクサンドロス3世のインド遠征の記録と、プトレマイオス朝の象狩り遠征隊によるアフリカ東海岸沿いの記録を含む、アレクサンドリア図書館が保持していた史料から得られた情報が組み込まれた。
エラトステネスは地理学を科学分野へと前進させた最初の人物であった。当時、ギリシアの文献学においてはホメロスの叙事詩『オデュッセイア』におけるオデュッセウスの航海と漂流の地が実在する土地なのか、実在する土地だとすればそれはどこなのかという議論は重要な論争であった。この論争においてエラトステネスはホメロスの叙事詩の設定は完全に空想のものであると主張し、詩の目的は実際の出来事について歴史的に正確な説明を与えることではなく、「魂を捕らえること（感動させること）」に過ぎないとした。エラトステネスは『オデュッセイア』の物語を現実の話だとする見解に対し、「風の革袋を縫い上げた職人が見つかれば、オデュッセウスがどこを漂流したのか判明するだろう」という皮肉を述べている。その間、アレクサンドリア図書館の他の学者たちもまた科学的問題への興味を見せていた。エラトステネスの同時代人であるタナグラのバッキオスはヒポクラテス全集の医学的著作に編集と注釈を行っている。医師ヘロフィロス（前335年頃生-前280年頃死）とエラシストラトス（前304年頃生-前250年頃死）は人体解剖学を研究したが、人体の解剖を不道徳とみなす抗議によってこれは阻まれた。
ガレノスによれば、この頃プトレマイオス3世はアテナイにアイスキュロス、ソフォクレス、そしてエウリピデスの原本の貸し出し許可を要請した。アテナイはこれに対して返却を確実にするために15タラントン（1,000キログラム）の貴金属という巨額の保証金を要求した。プトレマイオス3世はオリジナルをアレクサンドリア図書館に保管し、最高品質のパピルス紙で高価な写本を作成してそれをアテナイに送り、アテナイ人に対して、これで彼らの知恵を保管することができると伝えた。この物語はプトレマイオス朝時代のアテナイに対するアレクサンドリアの力を示すものと誤解釈されるかもしれないが、この話はアレクサンドリアが本土とファロス島の間にある東西両方向の貿易に適した港であり、設立以来、国際的な貿易ハブとしてパピルスと書籍の主要な生産地となったという事実からきている。アレクサンドリア図書館の拡張に伴い、集めた巻物を保管するスペースがなくなったため、プトレマイオス3世の治世中に、王宮そばにあったグレコ・エジプトの習合神セラピスの神殿セラペウムに姉妹館が開かれた。これは王宮そばにあった。

### 文芸評論の絶頂期

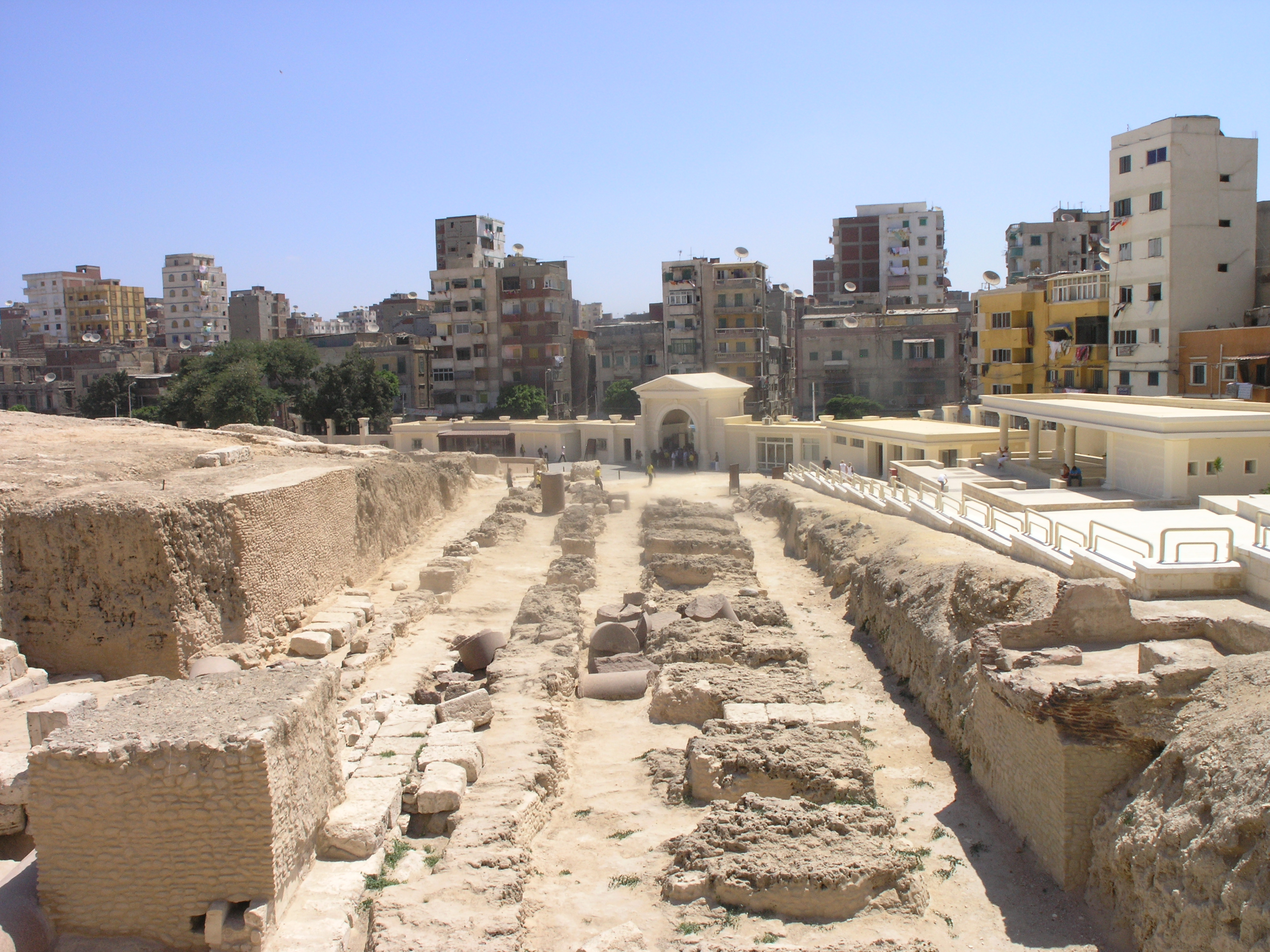
現代のアレクサンドリアのセラペウムの遺跡。アレクサンドリア図書館本館の場所が足りなくなった後、ここに収集物の一部が移された。

ビュザンティオンのアリストファネス（前257年頃-前180年頃）は前200年前後のどこかの時点で4代目の図書館長となった。ローマ人の著作家ウィトルウィウスによる伝説の記録によれば、アリストファネスはプトレマイオス3世が主催した詩の大会で任命された7人の審判のうちの1人であった。他の審判6人全員がある参加者を選んだ時、アリストファネスは皆が最も称賛しなかった人物を選んだ。アリストファネスは自身が選んだ以外の全ての詩人が盗作を犯したため失格であると宣言した。プトレマイオス3世がアリストファネスにその証明を求めたので、彼は保管場所の記憶に頼って図書館から彼らが剽窃した文書を探し出した。その印象的な記憶力と勤勉さから、プトレマイオス3世はアリストファネスを図書館長に任命した。
ビュザンティオンのアリストファネスの図書館長就任は、アレクサンドリア図書館の歴史の爛熟期の開始であると広く考えられている。図書館の歴史のこの段階において、文芸評論が、アレクサンドリア図書館の支配的な学術的な成果になった。ビュザンティオンのアリストファネスは、それまでは散文のように書きつけられていた詩のテキストを編集し、ページ上において詩を各行に分割する手法を導入した。彼はまた、ギリシア語の発音記号体系を発明し、辞書学において重要な作品を書いた。こうして一連の文芸評論の隆盛が始まった。彼は多くの演劇の紹介を書き、そのうちのいくつかが部分的に書き直されて現存している。5代目の図書館長はアポロニオスという名の詳細がわからない人物であり、彼は形態分類者（ギリシャ語: ὁ εἰδογράφος）という俗称で知られている。ある後期の辞書学的史料は、この俗称を音楽的形態に基づいた詩の分類によるものとして言及している。
前2世紀初頭の間、複数の学者たちがアレクサンドリア図書館で医学を研究した。ゼウクシスという経験主義者はヒポクラテス全集のための注解を書いたとされており、彼は図書館の蔵書に加える医学書を獲得するために働いた。プトレマイオス・エピテテスという名前の学者は伝統的文献学と医学にまたがる主題である、ホメロスの詩における負傷についての著作を書いた。しかしながら、前2世紀初頭にはプトレマイオス朝の政治的権力が衰退を始めていた。前217年のラフィアの戦いの後、プトレマイオス朝の権力は不安定さを増し、前2世紀の前半にはエジプト人の反乱によって上エジプトの大部分が分離した。プトレマイオス朝の統治者たちはまた、彼らの王国のギリシア的側面よりもエジプト的側面を強調し始めた。その結果、多くのギリシア人の学者たちが安全な国と気前の良いパトロンを求めてアレクサンドリアを離れ始めた。
サモトラケのアリスタルコス（前216年頃生-前145年頃死）は第6代の図書館長である。彼は古代の学者の中で最も偉大であるという評判を集め、古典的な詩や散文作品の本文校訂を行うのみならず、完全なヒュポムネーマタ（長文の、独立した注解）をそれらに加えた。これらの注解では典型的な古典テキストの一節を引用し、その意味を説明し、使用されている奇語を定義し、そしてその節の中で使用されている単語が真に原作者が使用したものであるか、後に写本作成者によって追補されたものであるかどうかはコメントされている。彼は様々な研究、とりわけホメロスの叙事詩について業績を立て、彼の論説は権威あるものとして古典古代の著作家によって広く引用された。ヘロドトスの『歴史』についてのあるアリスタルコスの注解の一部はパピルスの断片が発見され現存している。しかし、前145年、アリスタルコスは王朝の権力闘争に関わり、その中でエジプトの支配者としてプトレマイオス7世を支持した。プトレマイオス7世はプトレマイオス8世によって殺害され、その地位は彼が継承した。プトレマイオス8世は即座にプトレマイオス7世の支持者全てを処罰し始め、アリスタルコスはエジプトからの逃亡を余儀なくされてキプロス島に避難し、程なくしてその地で死亡した。プトレマイオス8世は全ての外国人学者をアレクサンドリアから追放し、彼らは東地中海各地へ分散を余儀なくされた。

## 衰退

### プトレマイオス8世の追放後
プトレマイオス8世によるアレクサンドリアからの学者たちの追放はヘレニズム時代の学問の歴史の転換点となった。アレクサンドリア図書館で研究していた学者たちと彼らの学生は研究と著作活動を続けたが、彼らの多くはもはやその研究においてアレクサンドリア図書館と関係を持っていなかった。アレクサンドリアの学者たちのディアスポラが起きると、学者たちは東地中海全域に分散し、後には西地中海へも同様に移動した。アリスタルコスの学生、ディオニュシオス・トラクス（前170年頃生-前90年頃死）はギリシャのロドス島に学校を設立した。ディオニュソス・タラクスは明確かつ効果的に話すための初のギリシア語の文法書を書いた。この本は12世紀に至るまでギリシア語を学ぶ学生たちの主たる文法教科書として使用され続けた。ローマ人はこれを文法的に正しい執筆の基準として用い、その基本的な書式は今日においても多くの言語の文法指南書の基礎として残っている。アリスタルコスの別の弟子、アテナイのアポロドロス（前180年頃生-前110年頃死）はアレクサンドリアの有力なライバルであるペルガモンに行き、そこで教育と研究を行った。歴史家バルカのメネクレスは、このアレクサンドリアからのディアスポラについて、アレクサンドリアが全てのギリシア人と、同じく全てのバルバロイ（蛮族）の教師となった、という皮肉を言った。
前2世紀半ば以降から、プトレマイオス朝のエジプト支配がそれまでよりも不安定化した。増大する社会不安と共に、その他の重要な政治的・経済的問題に直面していた後期プトレマイオス朝の王たちは、前任者たちが持っていた水準でアレクサンドリア図書館とムセイオンに対する関心を注ぐことはなかった。図書館自体と図書館長の地位は共に低下した。後期プトレマイオス朝の幾人もの王が、忠実な支持者に対する単なる褒章として図書館長の地位を使用した。プトレマイオス8世は自身の近衛兵であったキュダス（Cydas）という名の人物を図書館長として任命し、プトレマイオス9世（在位：前88年-前81年）はこの地位を自身の政治的支持者たちに与えたと言われている。最終的にアレクサンドリアの図書館長の地位はかつての名声を喪失し、同時代の著作家でさえも個々の図書館長の任期に興味を持たなくなった。
ギリシアの学問は前1世紀頃に大々的に変化した。この頃までに、主だった古典詩のテキストは標準化されており、古代ギリシアの主要な著作家全ての文章について広範な注解が既に制作されるに至っていた。このため、学者達がこれらのテキストに独自の研究を行う余地はほとんど無くなっていた。多くの学者たちが、彼ら自身の独創性を発揮することなく、アレクサンドリアの学者たちがそれまでに作成していた注釈の総括と手直しをはじめた。他の学者たちはここから分岐し、カリマコスやロドスのアポロニオスのようなアレクサンドリアの学者たちを含む古典期以降の詩作についての注解を書き始めた。この間、前1世紀にアレクサンドリアの学問はディオニュソス・タラクスの学生アミソスのテュランニオン（前100年頃生-前25年頃死）によっておそらくローマに導入された。

### ユリウス・カエサルによる火災

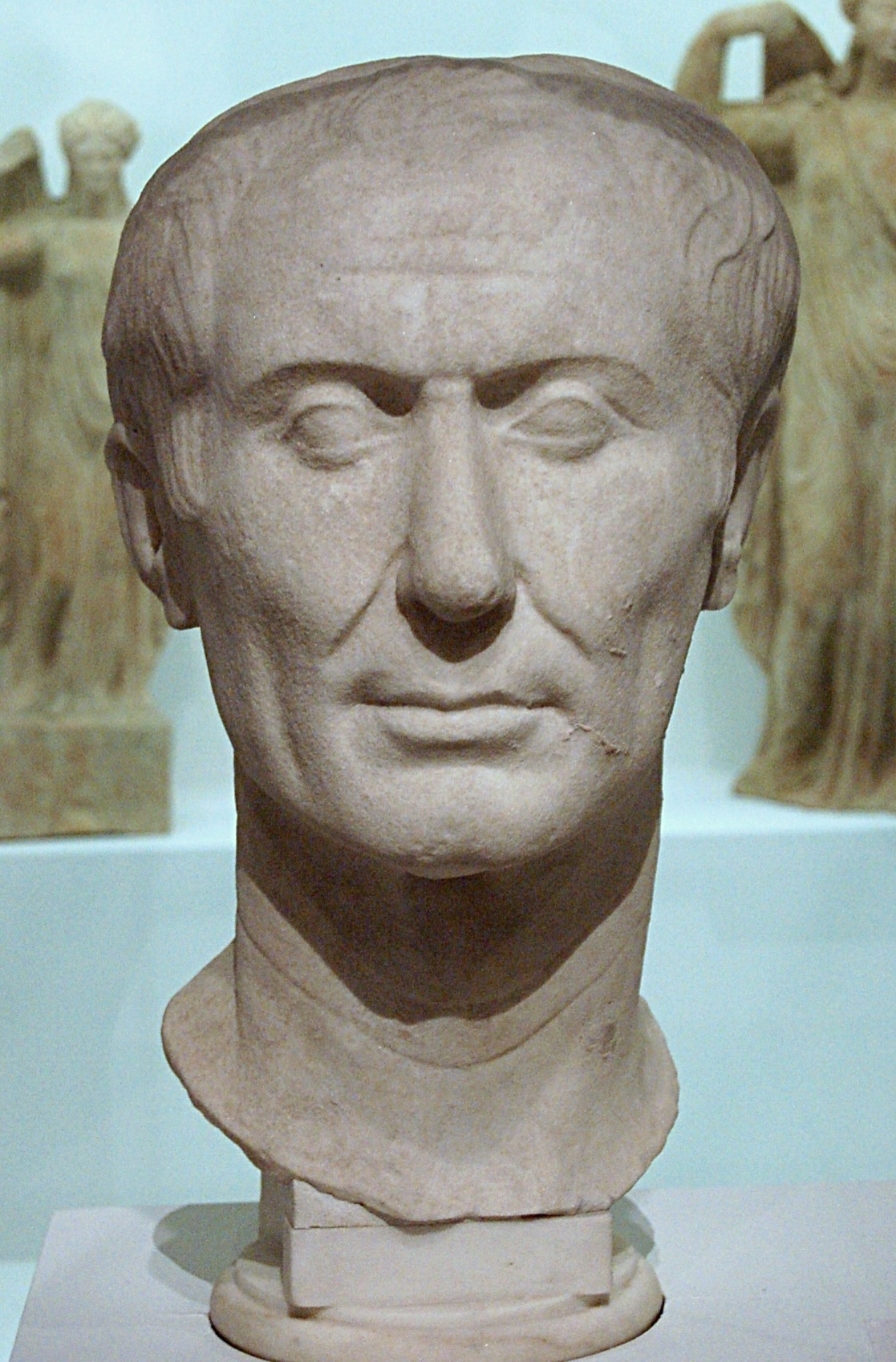
ローマの将軍ユリウス・カエサルは前48年のアレクサンドリア包囲の最中に、自らの船に火をつけることを強いられた。多くの古代の作家が、この火が燃え広がり、アレクサンドリア図書館のコレクションの、少なくとも一部を焼いたと報告している。しかし、図書館は少なくとも一部は生き残ったか、あるいは速やかに再建された。

ローマの内戦最中の前48年、ユリウス・カエサルはアレクサンドリアで包囲された。カエサルの兵士たちは自分たちの船に火を放ち、海を封鎖しているクレオパトラ7世の兄弟プトレマイオス14世の艦隊を一掃しようとした。この火は市の港に最も近い区域まで燃え広がり、かなりの被害をもたらした。1世紀のローマの劇作家でストア派の哲学者であった小セネカはリウィウスの『ローマ建国史』（前63年から前14年の間に書かれた）から、このカエサルによる火災がアレクサンドリア図書館の4万巻の巻物を破壊したという言葉を引用している。ギリシア人の新プラトン主義者プルタルコス（46年頃生-120年死）は『カエサルの生涯』において「敵は彼の海との連絡を断とうとし、彼は危険を避けるために自らの船に火をつけることを余儀なくされた。その後、火は港を焼き尽くし、そこから燃え広がってあの大図書館を破壊した」。ローマの歴史家カッシウス・ディオ（155年頃生-235年頃死）はしかし、「多くの場所で火がつけられ、その結果、他の建物伝いにドックヤード、石造りの穀物庫、そして膨大な数があったと伝えられる最高級の書物が焼けた。」と書いている。しかしながら、フロールスとマルクス・アンナエウス・ルカヌスは、炎が艦隊を焼き尽くし、いくつかの「海に近い家々」も焼いた、とだけ言及している。
学者たちはカッシウス・ディオの著述を実際には図書館自体が燃えたのではなく、アレクサンドリア図書館が巻物を収納するために使っていたドックそばの倉庫が燃えたのだと解釈している。カエサルのつけた火がいかなる破壊をもたらしたとしても、アレクサンドリア図書館は明らかに完全な破壊は被っていない。地理学者ストラボン（前63年頃生-後24年頃死）はカエサルによる火災から数十年後の前20年頃、アレクサンドリアのムセイオンを訪問し、この大研究機関に図書館が付属していることに言及している。これは即ち、図書館は火災を生き延びたか、火災後すぐに再建されたかのどちらかであることを示している。にもかかわらず、ストラボンのムセイオンについての語り方は、それがもはや数世紀前に持っていたのと同じような名声を持っていなかったことを示している。ストラボンはムセイオンに言及するにもかかわらず、その付属図書館には個別に言及していない。おそらくこれはアレクサンドリア図書館がその規模と重要性を劇的に縮小させており、ストラボンがこれを個別に言及する必要を感じなかったことを示している。ストラボンの言及の後、ムセイオンに何が起こったのかは不明である。
また、プルタルコスの『マルクス・アントニウスの生涯』の記録によれば、前31年のアクティウムの海戦までの数年間に、マルクス・アントニウスはクレオパトラ7世にペルガモン図書館の20万巻の蔵書全てを与えたと噂された。プルタルコス自身は、この逸話について彼が用いた記録は時に信頼できないものであり、この物語はマルクス・アントニウスがローマではなくクレオパトラ7世とエジプトに対して忠実であると見せるための宣伝でしかないかもしれないと述べている。カッソンはしかし、もしこの物語が創作であるとしても、少なくともアレクサンドリア図書館が未だ存在していたことは信じられると主張している。
アレクサンドリア図書館が前48年後も残っていたさらなる証拠は、前1世紀末から後1世紀前半の間の総合的注解（composite commentaries）の最も特筆すべき作成者が、アレクサンドリアで研究していたディデュモス・カラケンテロスという学者であったという事実である（彼の綽名は「銅の気概」Χαλκέντερος、Chalkénterosという意味である）。ディデュモスは3500から4000もの本を作り、全ての古代の著作家の中で最も著名になったと言われている。彼はまた、「本を忘却する者」という意味のビブリオラテス（βιβλιολάθης、Biblioláthēs）という綽名も与えられている。なぜならば、彼自身でさえ自分の書いた全ての本を思い出すことができなかったと言われているからである。ディデュモスのいくつかの注解の一部は後世の抜粋の形で現存しており、これらは現代の学者にとっても、それ以前にアレクサンドリア図書館にいた学者たちの批評作品についての最も重要な情報源である。ライオネル・カッソンはディデュモスの驚異的な著作数は「彼が図書館史料の大部分を自由に利用できなければ不可能であっただろう」と述べている。

### ローマ時代と破壊

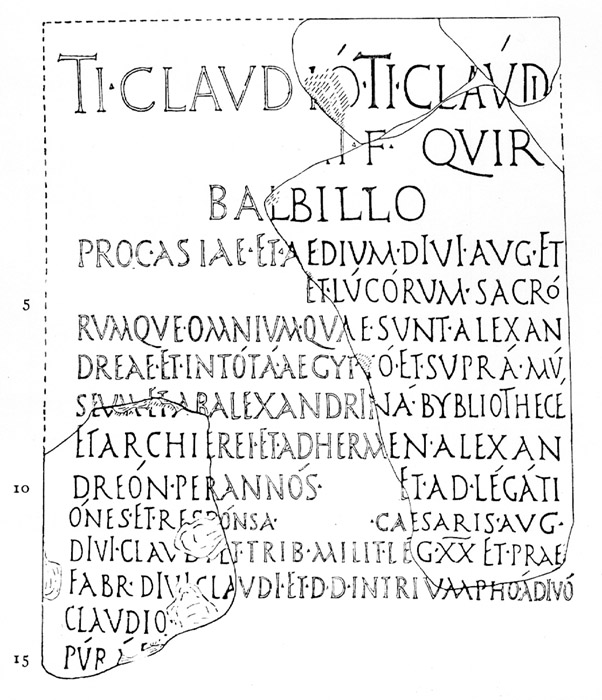
このラテン語碑文はローマのティベリウス・クラウディウス・バルビルス（西暦79年）について8行目で「ALEXANDRINA BYBLIOTHECE」と言及している。

元首制（プリンキパトゥス）下ローマ時代（前27年-後284年）のアレクサンドリア図書館についてはほとんど知られていない。クラウディウス帝（在位：41年-54年）はアレクサンドリア図書館を増築したと記録されているが、この図書館自体はアレクサンドリア市自体の趨勢と運命を共にしたと思われる。アレクサンドリアがローマの支配下に入った後、この都市の地位は徐々に低下し、その結果として図書館も次第に縮小した。ムセイオンは未だ存在していたが、その一員たる資格は学術的成果ではなく、むしろ政治・軍事または運動競技における栄光に基づいて授与されていた。図書館長の地位についても明らかに同様であった。ローマ時代のアレクサンドリア図書館長は、ティベリウス・クラウディウス・バルビルスという人物しか知られていない。彼は1世紀半ばに生きた政治家・行政官・軍官であり、重要な学術的業績は記録されていない。ムセイオンの成員ももはや、教育、研究活動、そしてアレクサンドリアに住むことすら必要とされていなかった。ギリシア人の著作家フィロストラトスの記録では、ハドリアヌス帝（在位：117年-138年）は民俗学者（ethnographer）ミレトスのディオニュシオスと、哲学者ラオディキアのポレモンをムセイオンの一員に任命したが、両者とも意味のある期間アレクサンドリアで時を費やしたことは一度として無い。
アレクサンドリアの学術的名声が低下する間、地中海世界各地の図書館の名声は高まり、最も重要な図書館としてのアレクサンドリア図書館の往年の地位も失墜した。こうした新しい図書館の中にはアレクサンドリア市内に新たに立ち上がったものもあり、アレクサンドリア図書館の蔵書はこうした小さな図書館に転用されたかもしれない。アレクサンドリアのカエサリウムとクラウディアヌムは共に、1世紀末までには重要な図書館が設置されていたことが知られている。古代史学者エドワード・J・ワッツによれば、セラペウムにあった元々のアレクサンドリア図書館の「姉妹館」はおそらくこの時代に同じように拡張された。
2世紀までに、ローマ帝国がアレクサンドリアからの穀物への依存度を低下させると、アレクサンドリア図書館に対する注目度はさらに低下した。この時代の間、ローマ人はアレクサンドリアの学問にも興味を失っていたため、アレクサンドリア図書館の評判も同様に低下し続けていた。ローマ帝国時代にアレクサンドリア図書館で研究や勉強をしていた学者はプトレマイオス朝時代に比べてあまり良く知られていない。最終的に「アレクサンドリア人」という用語自体が「テキスト編集者」「校訂者」そして「古い学者たちの業績を統合し注釈をつける人」を意味するようになった。これは別の言い方をすれば、衒学、単調さ、独創性の欠如を示している。アレクサンドリア図書館と、それを含むムセイオンの双方への言及は、3世紀半ばを過ぎると無くなる。現在知られている限り、ムセイオンの一員である学者への最後の言及は260年代のものである。
272年、アウレリアヌス帝はパルミュラ帝国の女王ゼノビアの軍からアレクサンドリアを奪回するために戦った。この戦いの最中、アウレリアヌス軍はアレクサンドリアの図書館があったブルケイオン地区を破壊した。もしムセイオンと図書館がこの時まだ存在していたならば、同様にこの攻撃によって破壊されたことはほぼ確実である。万が一この攻撃の後もムセイオンと図書館が生き残っていたとしても、その後のディオクレティアヌス帝による297年のアレクサンドリア包囲において破壊されたであろう。

## ムセイオンの後継者

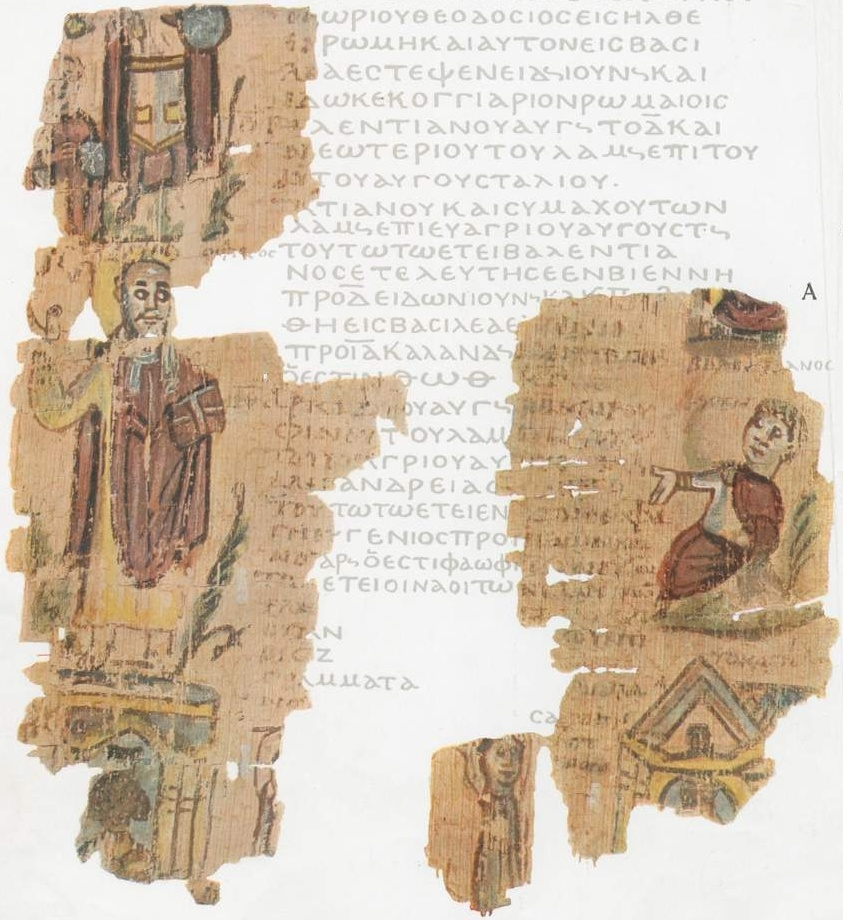
『アレクサンドリア世界年代誌』に描かれたアレクサンドリア司教テオフィロスの図。ゴスペルを手に持ち、意気揚々とセラペウムの上に乗って立っている。391年。

### セラペウム
史料で「ムセイオン」が散発的に言及されることから、4世紀のいずれかの時点で「ムセイオン」と呼ばれる機関がアレクサンドリアのどこか別の場所で再建された可能性がある。しかし、この組織について具体的なことは何一つ知られていない。この組織は文献史料をいくらか保有していたかもしれないが、それがどのようなものであれ、明らかにかつての大図書館と比肩するようなものではなかった。4世紀後半の大部分において、セラペウムの図書館はおそらくアレクサンドリア市内の図書館で最大の蔵書を抱えていた。370年代と380年代には、セラペウムは未だ非キリスト教徒の重要な巡礼地であった。
セラペウムはアレクサンドリアで最大の蔵書を保持していることに加えて、神殿としての完全な機能を維持しており、哲学者たちが教育を行う教室さえその中に備えていた。新プラトン主義者イアンブリコスの支持者たちはそれに惹きつけられた。こうした哲学者たちの大部分は主としてカルト的儀式と難解な宗教的実践の研究（密儀、テウルギア）に興味を抱いていた。新プラトン主義の哲学者ダマスキオス（458年頃生-538年以降死）はキリキアからきたオリュンボスという男がセラペウムで講義を行い、熱心に学生たちに伝統的な神の崇拝と古代の宗教的実践の役割について教えたと記録している。彼は生徒たちに古い神々を伝統的な方法で崇拝することを禁じた。また、テウルギアを教えていた可能性もある。
391年、アレクサンドリアのキリスト教徒労働者の一団が古いミトラエウム（ミトラス神殿）を発見した。彼らはいくつかの宗教的な品々をアレクサンドリアのキリスト教会司教テオフィロスに渡した。テオフィロスは軽蔑し嘲笑するようにこの宗教的な品々を持って通りを練り歩いた。
アレクサンドリアの非キリスト教徒たち、特にセラペウムの新プラトン派哲学の教師たちはこの冒涜的行為に刺激された。このセラペウムの教師たちは武器を取り、学生たちとその他の支持者を率いてアレクサンドリアのキリスト教徒に対してゲリラ攻撃を仕掛け、勢いのあるうちにその多くを殺害した。報復の中で、キリスト教徒たちはセラペウムを略奪し壊滅させた。ただし、コロネードの一部だけは12世紀まではその場に立って残されていた。しかし、このセラペウムの破壊の記録の中に、この神殿の図書館について言及するものは全く存在しない。また、破壊以前に書かれた諸史料はこの神殿の蔵書について過去形で語っている。これはおそらく破壊時には既に重要な巻物の蔵書が存在していなかったことを示している。

### テオンとヒュパティアの学校

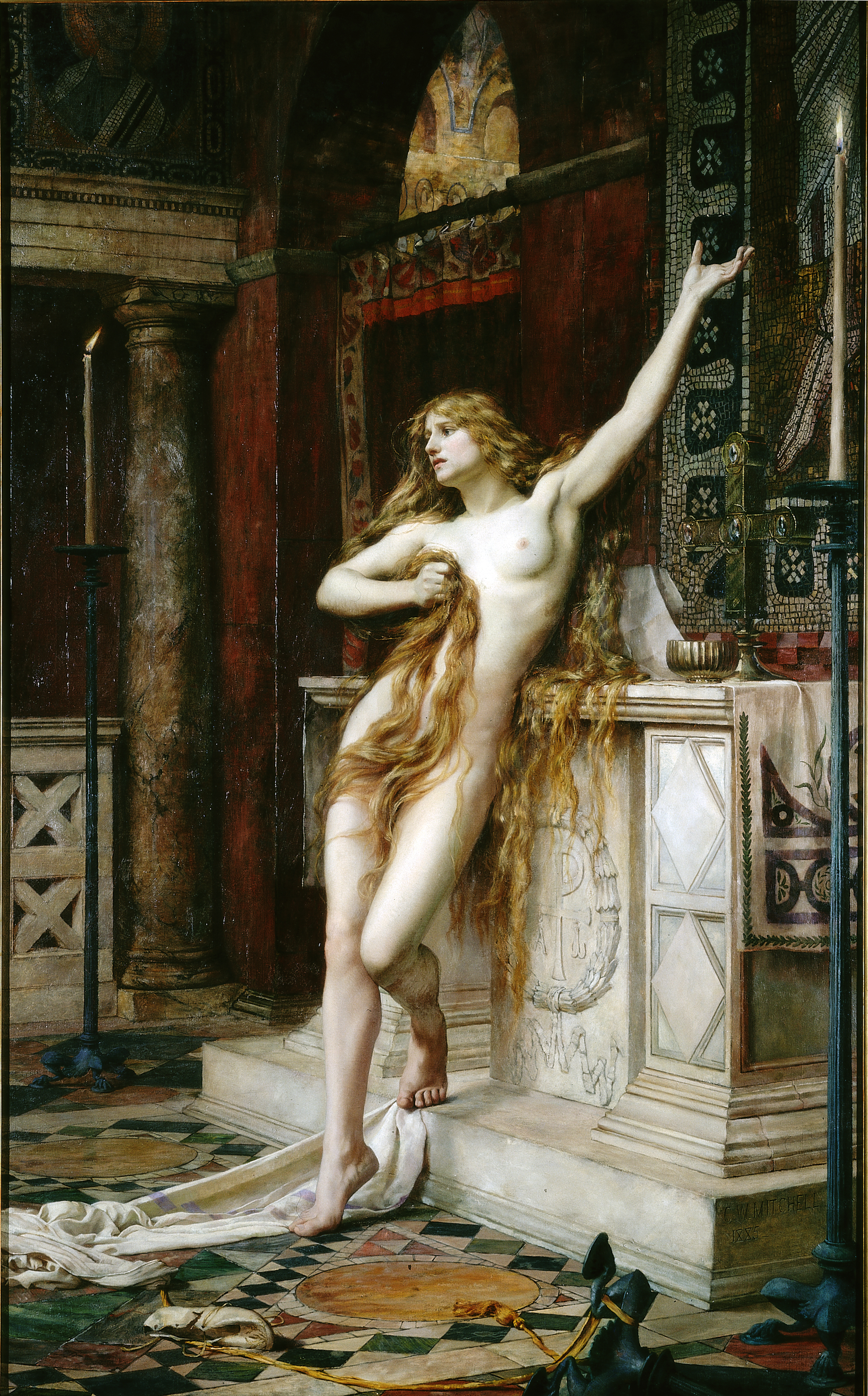
チャールズ・ウィリアム・ミッチェルの作品『ヒュパティア（Hypatia）』。チャールズ・キングスレーの1853年の小説『ヒュパティア（Hypatia）の場面を描いたものだと考えられている。

10世紀のビザンツ帝国の辞典であるスーダ辞典は数学者のアレクサンドリアのテオン（335年頃生-405年死）を「ムセイオンの人」と呼んでいる。しかし、古典学者エドワード・J・ワットによれば、テオンはおそらくかつてアレクサンドリア図書館を保持していたヘレニズム時代のムセイオンを模倣した「ムセイオン」と呼ばれる学校の長であり、両者の間には名称以外ほとんど繋がりはなかった。テオンの学校は閉鎖的かつ高い名誉を持っており、その信条は保守的であった。テオンとヒュパティアはどちらもセラペウムで教えていた好戦的なイアンブリコス派新プラトン主義者たちとは何の関係もなかったと思われる。むしろ、テオンはイアンブリコスの教えを拒否していたように見え、純粋なプロティノスの新プラトン主義を教えることに誇りを持っていたかもしれない。400年頃、テオンの娘ヒュパティア（350-370年頃生-415年死）が彼の学校の長の地位を継承した。彼女は父のようにイアンブリコスの教えを拒否し、プロティノスが定式化したオリジナルの新プラトン主義を強く信奉していた。
セラペウムの破壊を命じた司教テオフィロスはヒュパティアの学校に対しては寛容であり、彼女の学生のうちの2名に自身の管轄地域の司教になるように勧めさえした。ヒュパティアはアレクサンドリアの人々に非常に人気があり、深い政治的影響力を及ぼしていた。テオフィロスはアレクサンドリアの政治的構造を尊重し、ヒュパティアがローマ人の総督との間に構築した密接な関係にも異議を唱えることはなかった。ヒュパティアは後にローマのアレクサンドリア総督オレステスと、テオフィロスの司教位を継承したアレクサンドリアのキュリロスの政治的摩擦に関与した。ヒュパティアがオレステスとキュリロスが和解するのを妨げたというデマが広まり、415年3月、彼女はペテロ（Peter）という名の誦経者（lector）に率いられたキリスト教徒の群衆によって殺害された。彼女の学校の長を継ぐ後継者はなく、その死後、学校は解体した。

### その後のアレクサンドリアの諸学校と諸図書館
ただしそれでも、ヒュパティアがアレクサンドリアの最後の「異教徒」であったわけでも、最後の新プラトン主義の哲学者であったわけでもない。新プラトン主義と「異教」はともにアレクサンドリアと、さらには東地中海全域で、彼女の死後数世紀にわたって生き残っていた。イギリスのエジプト学者シャルロット・ブースは、ヒュパティアの死後間もなくアレクサンドリアのコム・エル＝ディッカ（Kom el-Dikka）に多数の新たな学門的講堂（academic lecture halls）が建設されたことは、哲学が確かにアレクサンドリアの学校で教え続けられていたことを示していると書いている。5世紀後半の著作家であるザカリアス・スコラティクスとガザのアエネアスは共に「ムセイオン」についてある種の物理的な空間を占めるものとして語っている。考古学者たちはこの近郊の地域・この時代に年代づけられるの講堂（lecture halls）を特定しているが、しかしその遺跡はプトレマイオス朝のムセイオンではない。あるいはこれは、この著作家たちが言及する新たな「ムセイオン」であったかもしれない。
642年、アレクサンドリアはアムル・ブン・アル＝アース率いるムスリムの軍隊に征服された。後世のいくつかのアラビア語史料が、アレクサンドリア図書館がカリフ（ハリーファ）のウマル・ブン・ハッターブの命令によって破壊されたとしている。13世紀に著作活動を行ったバル＝ヘブラエウスは、ウマルがヨハネス・ピロポノス（Yaḥyā al-Naḥwī）に言った「もしその書籍の数々がクルアーン（コーラン）と合致するならば、我々には不要だ。もしそれがクルアーンと反するならば、それは破壊せよ」という言葉を引用している。1713年にこの件について見解を述べた聖職者ウジェーヌ・ルノドーを含む後世の学者たちは、物語が書き留められるまでの時間的懸隔の大きさと、様々な著作者の政治的動機を考えて、これらの物語に懐疑的である

## 蔵書
いかなる時代についてでも、アレクサンドリア図書館の蔵書規模を確定することは不可能である。パピルスの巻物がこのコレクションを構成していた。冊子（codices）は前300年以降使用されていたが、アレクサンドリア図書館が記録媒体を羊皮紙に切り替えた記録は全くない。おそらくこれはこの図書館がパピルスの取引と強い繋がりを持っていたからである（アレクサンドリア図書館は実際のところ書写材としての羊皮紙の普及の原因でもあった。この図書館にとってパピルスは絶対不可欠であったため輸出にはほとんど回されず、各地で写本を作成するための代替素材が求められていた）。
一本の著作が複数の巻物に書かれていたと想像され、この分割された写本を自己完結的な「本」にすることは編集作業の主要な側面であった。王、プトレマイオス2世（前309年生-前246年死）は50万本の巻物を保有することをアレクサンドリア図書館の目標の1つにしたと言われている。アレクサンドリア図書館の目録、すなわちカリマコスの『ピナケス』は少数の断片としてのみ現存しており、蔵書の規模と多様性がどのようなものであったのかについて正確に知ることはできない。50万巻とも言われていたアレクサンドリア図書館の蔵書について、歴史家たちは正確な数値を議論しているが、見積もりは最大で40万巻、最も保守的な見解では4万巻ほどである。この膨大な蔵書は巨大な保存スペースを必要とした。
研究機関としてのアレクサンドリア図書館は数学、天文学、物理学、自然科学、その他の分野の新たな作品の山を築いた。そこでは実証的基準が適用され、初めての、そして最も強力な本文批評の拠点の1つであった。同じ文書について、しばしば複数の異なる版があったので、比較による本文批評はそれらの正確性を確保するために重要であった。

## 歴代図書館長
アレクサンドリア図書館長は少なくとも初期において、プトレマイオス朝の王から任命され王族への進講を行う名誉ある地位であったと見られる。しかし歴代の図書館長の完全なリストを再構築することはできない。初期の図書館長についてのみ、ビザンツ帝国時代の古典学者ツェツェスが残した『アリストファネス序説』と近代に発見されたオクシュリンコス・パピルスの記録の対照・研究によって以下のような一覧が作られている。
1. エフェソスのゼノドトス（英語版）（在任：前285年頃-前270年頃[138][140]）
2. ロドスのアポロニオス（在任：前270年頃-前245年頃[138][140]）
3. キュレネのエラトステネス（在任：前245年頃-前204/201年1月[138][140]）
4. ビュザンティオンのアリストファネス（英語版）（在任：前204/201年1月-前189/186年6月[138][140]）
5. アポロニオス・エイドグラフォス（在任：前189/186年6月-前175年[138][140]）
6. サモトラケのアリスタルコス（在任：前175年-前145年[138][140]）
7. キュダス（在任：前145年-前116年？[138][140]）

この一覧はほぼ定説となっているが、実際に明確に「図書館長」という公的な役職が存在したことを証言する記録は、ビザンツ時代のツェツェスがエラトステネスを「書物の番人/本の管理者（bibliophylax）」であったとするもののみで、実際にそのような役職があったのかどうか、またその職権がどのようなものであったのかについて確実なことはわかっていない。また、図書館創建の着想を出したとされるファレロンのデメトリオスがこの一覧にいないことについて、エル＝アバディはデメトリオスの時代には未だ「公式の図書館長職」が無く、彼の地位は図書館自体の創設計画を遂行するためにプトレマイオス1世が与えた特別なものであり、後の図書館長職とは異なるものであったという見解を出している。

## 遺産

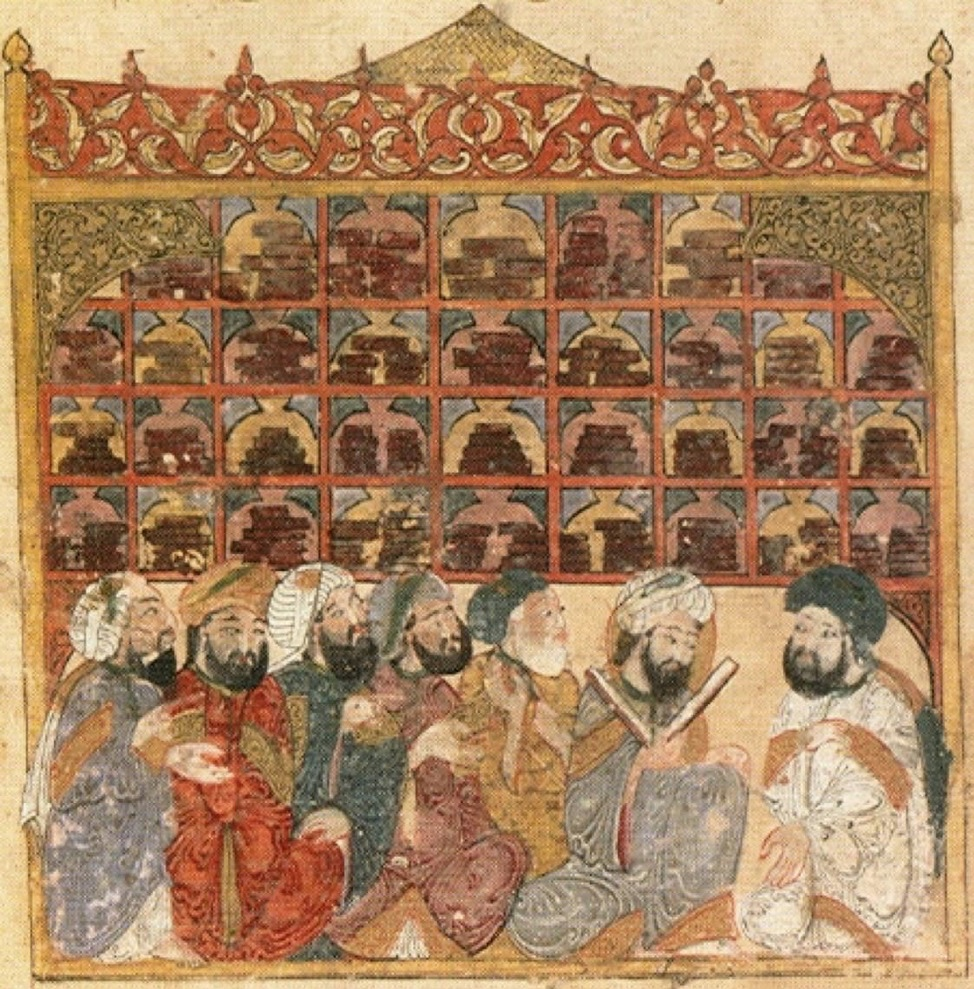
ヤフヤー・アル＝ワシティ（Yahyá al-Wasiti）の1237年のイラスト。バグダードのアッバース朝の図書館にいるアラブ人の学者たちを描いている。

### 古典古代
アレクサンドリア図書館は古代世界の最も名誉ある図書館の1つであったが、唯一無二の存在という立ち位置からは程遠い存在であった。ヘレニズム時代の終わりまでに、東地中海のほぼ全ての都市が公共図書館を持っており、図書館の数は増加し続けた。4世紀までに、ローマ市だけで少なくとも24（2ダース）を超える図書館が存在していた。
古代末期、ローマ帝国がキリスト教化し始め、アレクサンドリア図書館やその他の初期「異教」時代の大図書館を直接模範としたキリスト教徒の図書館がギリシア語圏であるローマ帝国の東部全域に設立され始めた。こうした図書館の中で最大かつ最も有名なものに、カエサレア・マリティマの神学図書館、エルサレム図書館、そしてアレクサンドリアのキリスト教図書館があった。これらの図書館は異教とキリスト教の著作双方を共に並べて保持しており、キリスト教徒の学者たちはユダヤ教・キリスト教の聖典にアレクサンドリア図書館の学者たちがギリシア語の古典を分析するために使用していたのと同じ哲学的技術を適用した。にもかかわらず、異教徒の著者たちの研究は、ルネサンスの時代までキリスト教聖典の研究に対して第2線の扱いのままであった。
皮肉なことに、古代の文書の残存には古代のこれらの図書館は何ら寄与していない。その全ては最初はローマ時代の専門職の書記官たちによってパピルスに、後には中世の修道士たちによって羊皮紙の上に、重労働によって複写に複写を重ねられたことで後世に残された。

### 新アレクサンドリア図書館

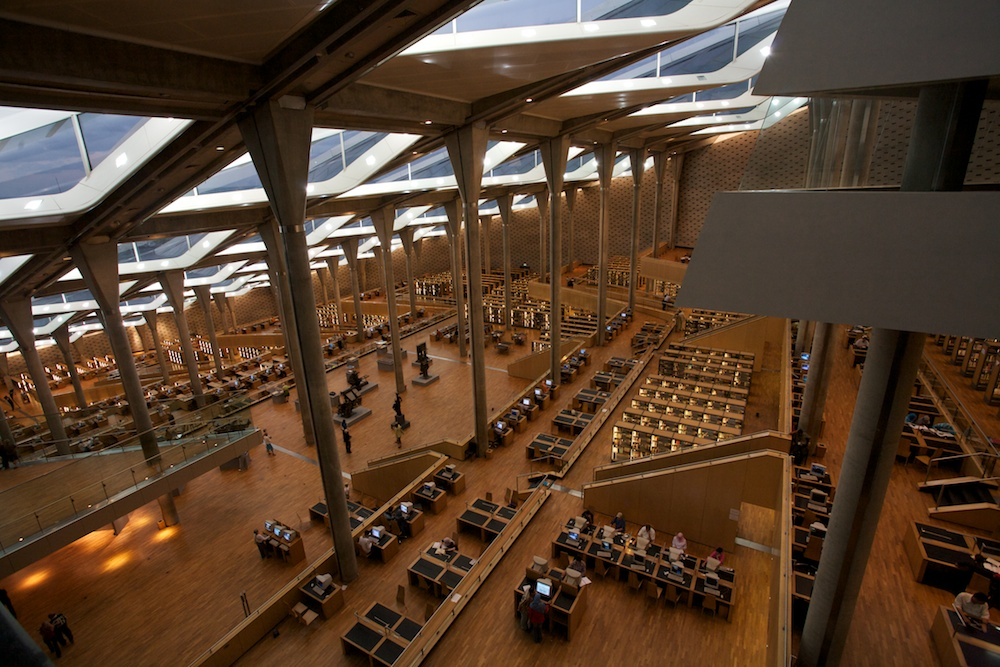
現代の新アレクサンドリア図書館（ビブリオテカ・アレクサンドリーナ、Bibliotheca Alexandrina）のインテリア。

古代のアレクサンドリア図書館を現代に復活させるという着想は1974年に当時のアレクサンドリア大学学長のロトフィ・ドウィダー（Lotfy Dowidar）によって初めて提案された。1986年5月、エジプトはUNESCO理事会に国際機関によるこの計画の実現可能性調査の実施許可を要請した。これはUNESCOの調査開始と、計画の実現に向けた国際社会の参与に結びついた。1988年からUNESCOとUNDPはこの図書館のための国際設計競技の支援を行った。エジプトは4ヘクタールの土地をこの図書館のために提供し、アレクサンドリア図書館のための国家高等委員会（the National High Commission for the Library of Alexandria）を設立した。エジプト大統領ホスニー・ムバーラクはこの事業に個人的な関心を持ち、計画の遂行に多大な貢献をした。新アレクサンドリア図書館（ビブリオテカ・アレクサンドリーナ、Bibliotheca Alexandrina）は2002年に完成し、古代のアレクサンドリア図書館を記念する、現代の図書館・文化センターとして機能している。アレクサンドリア大図書館の使命を受け継ぎ、この新アレクサンドリア図書館もまた、学生に高度に専門的な大学院の学位を取得させるための学校であるInternational School of Information Science（ISIS）を併設している。その目的はエジプトと全中東における図書館の専門職員を訓練することである。